# Binneya notabilis
The Santa Barbara shelled slug or slug snail is the common name for Binneya notabilis. It là một loài slug in the Binneyidae family.

## Phân bố
It is found only in the Hoa Kỳ.